# Klarälven
Klarälven este un râu în Norvegia și Suedia cu o lungime totală de 460 km. Își are obârșia în partea de est a Alpilor Scandinaviei, în regiunea suedeză Härjedalen și se varsă în lacul Vänern în dreptul orașului Karlstad. Cursul de apă este amenajat hidroenergetic. În Norvegia, râul poartă numele de Trysilelva.